# Kostel Nejsvětější Trojice (Gergeti)
Cminda Sameba (gruzínsky წმინდა სამება – Cminda Sameba) nebo také Kostel Nejsvětější Trojice v Gergeti (gruzínsky გერგეტის სამების ეკლესია Gergetis samebis eklesia) je komplex gruzínsko-pravoslavných kostelů na malé náhorní plošině poblíž městečka Stepancminda.
Název Gergeti (gruzínsky გერგეტი) pochází ze zaniklé vesnice Gergeti při levém břehu řeky Těrek naproti městečka Stepancminda. Kostel byl v této vesnici postaven a do dnešního dne nese její jméno i po jejím zániku.
Kostel byl postaven ve 14. století jako jediný s kopulí s křížem v provincii Chevi. Oddělená věž se zvonicí se datuje z téže doby. Izolovaná poloha komplexu na vrcholu vysoké hory obklopené mohutností přírody z něj udělala symbol Gruzie. Podle gruzínského autora Vachuštiho Batonišviliho sem byly v době nebezpečí v 18. století převezeny a uschovány vzácné památky z Mcchety. Za doby existence SSSR zde byly veškeré bohoslužby zakázány, ale kostel se stal významným, turisty navštěvovaným místem. Roku 1988 sovětské úřady postavily kabinovou lanovku ke kostelu s jednou stanicí z místa, kde dnes stojí Stepancmindské historické muzeum. Obyvatelé Stepancmindy (tehdejšího Kazbegi) byli takovýmto jednáním pohoršeni a lanovku zanedlouho strhli. Po rozpadu SSSR se kostel začal těšit aktivitě Gruzínsko-pravoslavné církve.
Dnes je populárním výletním místem turistů. Přístupný je buď pěšky za tříhodinového stoupání, nebo objížďkou po horské cestě terénním autem za 30 minut.